# Ocultism
Ocultismul reprezintă ansamblul doctrinelor esoterice și al practicilor magice. Prin magie se înțelege pretenția de a manipula forțele supranaturale pentru a produce efectele dorite de către practicantul magiei.
Cuvântul ocultism provine de la cuvântul latin occultus (clandestin, ascuns, secret), referindu-se la "cunoașterea ascunsă". În sens medical este folosit pentru a se face referire la o structură sau la un proces care este ascuns, de exemplu, o "hemoragie ocultă" poate fi detectată indirect prin prezența unei anemii altfel inexplicabile.
Cuvântul are multe utilizări în limba română, însemnând popular "cunoașterea paranormalului", spre deosebire de "cunoașterea măsurabilă", de obicei, menționată ca știință. Termenul are uneori sensul popular "de cunoștințe destinate numai unor anumite persoane" sau "cunoștințe care trebuiesc păstrate ascunse", dar pentru majoritatea practicanților ocultismului aceasta reprezintă pur și simplu studiul unei realități spirituale mai profunde care se extinde dincolo de rațiunea pură și de științele fizice. Termenul de ezoteric poate avea un sens foarte asemănător, termenii fiind adesea interschimbabili.
Termenul de ocultism este folosit ca o etichetă dat unei serii de organizații magice sau ordine, învățăturilor și practicilor predate de acestea, și unei mari părți din literatura de specialitate actuală și istorică și filosofiei spirituale referitoare la acest subiect. 